# Тулбуреа (Вранча)
Тулбуреа (рум. Tulburea) насеље је у Румунији у округу Вранча у општини Киождени. Oпштина се налази на надморској висини од 385 m.

## Становништво
Према подацима из 2002. године у насељу је живело 274 становника, од којих су сви румунске националности.